# Confrontos entre Campos AA e Goytacaz FC no futebol
Os Confrontos entre Campos AA e Goytacaz FC no futebol constituem um clássico do futebol da cidade de Campos dos Goytacazes, situada no Estado do Rio de Janeiro, no Brasil, entre as equipes do Campos Atlético Associação e Goytacaz Futebol Clube.

## Confrontos entre Campos AA e Goytacaz FC
- Data _ Placar _ Competição _ Local

- 1914	:	Campos	1	x	2	Goytacaz	_	Campeonato Campista	_	Sem registro(1)
- 03/01/1915	:	Campos	1	x	1	Goytacaz	_	Campeonato Campista	_	Sem registro(1)
  - Na prorrogação o Goytacaz venceu por 2 x 1, conquistando o Campeonato Campista de 1914.
- 1918	:	Campos	4	x	0	Goytacaz	_	Campeonato Campista	_	Sem registro(1)
- 1920	:	Campos	2	x	2	Goytacaz	_	Campeonato Campista	_	Sem registro(1)
- 16/01/1921	:	Campos	2	x	2	Goytacaz	_	Campeonato Campista	_	Rua do Gás na Lapa(2)
  - Com este resultado, o Goytacaz conquistou o Campeonato Campista de 1920.
- 1924	:	Campos	4	x	1	Goytacaz	_	Campeonato Campista	_	Sem registro(1)
- 1924	:	Campos	2	x	0	Goytacaz	_	Campeonato Campista	_	Sem registro(1)
- 23/01/1927	:	Campos	1	x	10	Goytacaz	_	Campeonato Campista	_	Rua do Gás na Lapa(2)
- 20/03/1927	:	Campos	5	x	10	Goytacaz	_	Campeonato Campista	_	Sem registro(2)
  - Goytacaz: Eiras, Luiz e Octacilio; Vicente, Gentil e Ferreira; Astro, Nelson, Carijó, Mineiro e Canhoto.
  - Campos: Balbi, Adhemar e Kanguru; Morgado, Jorge e J. Paulo; Amor, Lulu, Capitão, Rebolo e Viola.
  - Gols: Mineiro(3), Carijó(3), Nelson(2), Gentil e Canhoto para o Goytacaz. Rebolo(3), Lulu e Amor para o Campos.
- 12/10/1930	:	Campos	0	x	2	Goytacaz	_	Campeonato Campista	_	Rua do Gás na Lapa.(2)
  - Goytacaz: Eiras, Capeta e Monteiro; Astrogildo, Dulcino e Meudo, Pires, Cobian, Bibino, Lessa e Canhoto.
  - Campos: Ernandi, Floriano e Sylvio; Crysolino, Netto e Vandick; Kanguru, Pedro, Pacaparra, Rebôlo e Neco.
  - Gols: Lessa e Pires.
  - Juiz: Alberto Ferreira.
- 1933	:	Campos	8	x	4	Goytacaz	_	Campeonato Campista	_	Sem registro(1)
- 16/04/1933	:	Campos	1	x	1	Goytacaz	_	Campeonato Campista	_	Sem registro(2)
  - Campos: Augusto; Reynaldo e Dozinho; Olavo, Neolin e Chrysolino; Alcebiades, Vasinho, Capitão, Toquinho e Roque.
  - Goytacaz: Eiras; Capeta e Darceley; Violeta, Mascote e Meudo; Pires, Lessa, Calombinho, Russo e Amaro.
  - Gols: Lessa e Capitão.
- 01/10/1933	:	Campos	4	x	1	Goytacaz	_	Campeonato Campista	_	Sem registro(2)
- 15/07/1934	:	Campos	0	x	1	Goytacaz	_	Campeonato Campista	_	Rua Rocha Leão(2)
  - Campos: Augusto; Salvador e Reynaldo; Olavo, Amaro e Chrysolino; Alcebiades, Dandão, José, Floriano e HO.
  - Goytacaz: Cabrito; Chiquito e Capeta; Violeta, Cece e Meudo; Pires, Calombinho, Titio, Amaro e Celso.
  - Gol: Violeta.
  - Juiz: Décio Peçanha.
- 08/12/1935	:	Campos	2	x	1	Goytacaz	_	Campeonato Campista	_	Rua do Gás na Lapa(2)
  - Goytacaz: Tanamoio, Chiquito, Capeta, Bolo, Luiz, Ottilio, Violeta, Manoelzinho, Titio, Amaro e Meudo.
  - Campos: Ernande, Tadeu, Reynaldo, Azeredo, Pirunha, Crysolino, Roberto, Zé Maria, Cabelleira, Lodinho e Kanguru(Nega Dita).
  - Juiz: Nagib David.
- 07/03/1936	:	Campos	0	x	3	Goytacaz	_	Amistoso	_	Rua do Gás na Lapa(2)
  - Goytacaz: Cabrito, Chiquinho e Arêas; Mascotte, Carlinhos e Bolo; Lulú, Pyjama. Manoelzinho, Alberto e Gradim.
  - Campos: Fernandes, Tadeu e Reynaldo; Aristides, Amaro e Kanguru; Bide, Ditinho, Chinez, Lodinho  e Baco.
- 04/07/1936	:	Campos	2	x	1	Goytacaz	_	Campeonato Campista	_	Rua do Gás na Lapa(2)
- 30/08/1936	:	Campos	1	x	2	Goytacaz	_	Campeonato Campista	_	Rua São Bento(2)
- 19/11/1936	:	Campos	2	x	3	Goytacaz	_	Campeonato Campista	_	Sem registro(2)
- 30/01/1937	:	Campos	3	x	5	Goytacaz	_	Campeonato Campista	_	Sem registro(2)
  - Campos: Hernandes, Minguta e Ferraiolle; Aristides, Eduardo e Crysolino; Roberto, Cid, Chinez, Ladinho e Crioulão.
  - Goytacaz: Cabrito, Chiquinho e Reynaldo; Nelson, Alcides e Moacyr; Claudio, Titio, Bibino, Pedrinho e Amaro.
  - Gols: Cid, Bibino(2), Pedrinho, Moacyr, Titio, Crioulão e Chinez.
  - Juiz: Deoclides.
- 16/08/1937	:	Campos	3	x	0	Goytacaz	_	Campeonato Campista	_	Sem registro(2)
- 13/08/1939	:	Campos	1	x	1	Goytacaz	_	Campeonato Campista	_	Sem registro(2)
- 23/06/1940	:	Campos	0	x	1	Goytacaz	_	Campeonato Campista	_	Campo da Coroa(2)
- 23/06/1941	:	Campos	2	x	2	Goytacaz	_	Campeonato Campista	_	Sem registro(2)
- 17/10/1941	:	Campos	1	x	6	Goytacaz	_	Campeonato Campista	_	Rua São Bento(2)
- 10/05/1942	:	Campos	2	x	4	Goytacaz	_	Campeonato Campista	_	Sem registro(2)
- 02/08/1942	:	Campos	2	x	1	Goytacaz	_	Campeonato Campista	_	Sem registro(2)
- 1943	:	Campos	2	x	6	Goytacaz	_	Campeonato Campista	_	Sem registro(1)
- 27/07/1943	:	Campos	1	x	5	Goytacaz	_	Campeonato Campista	_	Sem registro(2)
- 09/01/1944	:	Campos	0	x	10	Goytacaz	_	Campeonato Campista	_	Ary de Oliveira e Souza(2)
  - Com esse resultado, o Goytacaz conquistou o Campeonato Campista de 1943.
- 23/05/1944	:	Campos	4	x	5	Goytacaz	_	Campeonato Campista	_	Sem registro(2)
- 1945	:	Campos	0	x	4	Goytacaz	_	Campeonato Campista	_	Sem registro(1)
- 09/09/1946	:	Campos	1	x	3	Goytacaz	_	Campeonato Campista	_	Ary de Oliveira e Souza(2)
  - Goytacaz: Cabrito, Catosca e Machado; Rui, Geraldo e Canelinha; Antoninho, Cesar, Amaro, Santana e Cliveraldo.
  - Campos: Manoel, Fernandes e Oldecio; Manoel, Antônio, Herval, Joel, Arlindo e Arturzinho.
  - Gols: Amaro, Santana(2) e Arturzinho.
  - Juiz: Benedito Pereira.
  - Renda: Cr$3.414,00.
- 03/08/1947	:	Campos	1	x	2	Goytacaz	_	Campeonato Campista	_	Sem registro(2)
- 19/10/1947	:	Campos	3	x	1	Goytacaz	_	Campeonato Campista	_	Sem registro(2)
- 1948	:	Campos	1	x	9	Goytacaz	_	Campeonato Campista	_	Sem registro(1)
- 17/11/1948	:	Campos	0	x	3	Goytacaz	_	Campeonato Campista	_	Ângelo de Carvalho(2)
  - Com este resultado, o Goytacaz conquistou o Campeonato Campista de 1948.
- 25/09/1949	:	Campos	0	x	3	Goytacaz	_	Campeonato Campista	_	Sem registro(2)
  - Goytacaz: Neilton; Edinho e Catosca; Bertolino, Geraldo e Rubinho; Cidney, Cesar, Fernando, Rebolinho e Abreu.
  - Campos: Caju; Osvaldo e Carbina; Rapadura, Valter e Jorge; Milton, Capixaba, Bimba, Carlindo e Arturzinho.
  - Juiz: Laerti Lopes.
- 13/08/1950	:	Campos	1	x	1	Goytacaz	_	Campeonato Campista	_	Sem registro(2)
- 1951	:	Campos	0	x	2	Goytacaz	_	Campeonato Campista	_	Sem registro(1)
- 1951	:	Campos	3	x	2	Goytacaz	_	Campeonato Campista	_	Sem registro(1)
- 1951	:	Campos	0	x	2	Goytacaz	_	Campeonato Campista	_	Sem registro(1)
- 1951	:	Campos	2	x	4	Goytacaz	_	Campeonato Campista	_	Sem registro(1)
  - Com este resultado, o Goytacaz conquistou o Campeonato Campista de 1951.
- 01/04/1951	:	Campos	4	x	2	Goytacaz	_	Amistoso	_	Sem registro(2)
- 22/07/1951	:	Campos	1	x	0	Goytacaz	_	Campeonato Campista	_	Sem registro(2)
- 16/11/1951	:	Campos	0	x	3	Goytacaz	_	Campeonato Campista	_	Sem registro(2)
- 22/04/1952	:	Campos	0	x	2	Goytacaz	_	Amistoso	_	Sem registro(2)
- 03/08/1952	:	Campos	0	x	1	Goytacaz	_	Campeonato Campista	_	Sem registro(2)
- 1953	:	Campos	1	x	0	Goytacaz	_	Campeonato Campista	_	Sem registro(1)
- 30/06/1954	:	Campos	3	x	1	Goytacaz	_	Campeonato Campista	_	Sem registro(2)
- 18/07/1954	:	Campos	1	x	5	Goytacaz	_	Campeonato Campista	_	Ary de Oliveira e Souza(2)
- 28/11/1954	:	Campos	2	x	0	Goytacaz	_	Campeonato Campista	_	Sem registro(2)
- 1955	:	Campos	0	x	2	Goytacaz	_	Campeonato Campista	_	Sem registro(1)
- 23/10/1955	:	Campos	0	x	0	Goytacaz	_	Campeonato Campista	_	Sem registro(2)
- 1956	:	Campos	1	x	2	Goytacaz	_	Campeonato Campista	_	Sem registro(1)
- 1956	:	Campos	2	x	1	Goytacaz	_	Campeonato Campista	_	Sem registro(1)
- 24/09/1956	:	Campos	0	x	3	Goytacaz	_	Campeonato Campista	_	Sem registro(2)
- 17/02/1957	:	Campos	2	x	1	Goytacaz	_	Campeonato Campista	_	Sem registro(2)
  - Campos: Onildo; Ricardo e Amaro; Hélio, Batista e Jorge; Florival, Neon, Ipojucan, Bimba e Arturzinho.
  - Goytacaz: Neilton; Oriovaldo e Gerson; Enéas, Valdo e Rubinho; Roberto, Gutemberg, Santana, Manuel e Jarbas.
  - Juiz: José Carlos Pinheiro.
  - Renda: Cr$45.659,00.
- 24/02/1957	:	Campos	1	x	3	Goytacaz	_	Campeonato Campista	_	Ângelo de Carvalho(2)
- 27/02/1957	:	Campos	1	x	2	Goytacaz	_	Campeonato Campista	_	Sem registro(2)
- 17/03/1957	:	Campos	1	x	0	Goytacaz	_	Campeonato Campista	_	Godofredo Cruz(2)
  - Com este resultado, o Campos conquistou o Campeonato Campista de 1956.
- 24/11/1957	:	Campos	1	x	2	Goytacaz	_	Campeonato Campista	_	Sem registro(2)
- 29/06/1958	:	Campos	2	x	4	Goytacaz	_	Campeonato Campista	_	Sem registro(2)
- 1959	:	Campos	0	x	5	Goytacaz	_	Campeonato Campista	_	Sem registro(1)
- 1960	:	Campos	1	x	1	Goytacaz	_	Campeonato Campista	_	Sem registro(1)
- 10/01/1960	:	Campos	1	x	0	Goytacaz	_	Campeonato Campista	_	Estádio da Vitória(2)
- 1963	:	Campos	3	x	2	Goytacaz	_	Campeonato Campista	_	Sem registro(1)
- 1963	:	Campos	1	x	3	Goytacaz	_	Campeonato Campista	_	Sem registro(1)
- 1963	:	Campos	1	x	8	Goytacaz	_	Campeonato Campista	_	Sem registro(1)
- 12/09/1965	:	Campos	0	x	2	Goytacaz	_	Campeonato Campista	_	Sem registro(2)
- 12/12/1965	:	Campos	0	x	2	Goytacaz	_	Campeonato Campista	_	Sem registro(2)
- 1966	:	Campos	1	x	1	Goytacaz	_	Campeonato Campista	_	Sem registro(1)
- 1966	:	Campos	1	x	4	Goytacaz	_	Campeonato Campista	_	Sem registro(1)
- 1971	:	Campos	0	x	1	Goytacaz	_	Campeonato Campista	_	Sem registro(1)
- 02/08/1972	:	Campos	0	x	4	Goytacaz	_	Campeonato Campista	_	Sem registro(2)
- 16/08/1973	:	Campos	2	x	2	Goytacaz	_	Campeonato Campista	_	Ângelo de Carvalho(2)
- 01/12/1973	:	Campos	0	x	0	Goytacaz	_	Torneio Experimental	_	Ângelo de Carvalho(2)
- 30/03/1974	:	Campos	1	x	1	Goytacaz	_	Campeonato Campista	_	Ângelo de Carvalho(2)
- 27/03/1975: Campos 2 x 1 Goytacaz _ Torneio de Verão _ Ary de Oliveira e Souza
  - Campos: Gato Féliz, Caju, Licínio, Tita e Gavião; Pedro Sergio e EmilsJon; Lauro, Zé Neto, Calomeni(Joãzinho) e Ramon(Robson).
  - Goytacaz: Juvenal, Totonho, Paulo Marcos, Nad e Julio César(Claudiomiro); Jocimar(Wilson), Ricardo e Naldo; Piscina(Gustavo), Chico e Pontixeli.
  - Gols: Zé Neto(2) e Pontixeli.
  - Juiz: Silvestre Campos Filho.
- 23/05/1975	:	Campos	3	x	1	Goytacaz	_	Taça Cidade de Campos	_	Ary de Oliveira e Souza(2)
  - Goytacaz: Juvenal, Totonho, Paulo Marcos, Nad, Júlio César; Ricardo, Jocimar(Wilson) e Naldo; Paulo Cabral(Alberis), Tuquinha e Chico.
  - Campos: Gato Féliz. Caju, Murilo, Idelvan e Tita; Joãzinho, Emilson e Ramon; Lauro, Anísio e Zé Neto(Robson).
  - Gols: Caju, Ramon, Robson e Tuquinha.
  - Juiz: Manuel Agnelo Costa Nascimento.
  - Renda: Cr$ 4.500,00.
- 25/06/1975	:	Campos	0	x	0	Goytacaz	_	Campeonato Campista	_	Sem registro(2)
- 28/11/1975	:	Campos	0	x	1	Goytacaz	_	Campeonato Campista	_	Sem registro(2)
- 1977	:	Campos	2	x	3	Goytacaz	_	Campeonato Campista	_	Sem registro(1)
- 05/03/2016	:	Campos	1	x	0	Goytacaz	_	Amistoso	_	Ary de Oliveira e Souza[1]
- 06/04/2016	:	Campos	1	x	1	Goytacaz	_	Campeonato Carioca 2ªD	_	Ary de Oliveira e Souza(3)
  - Goytacaz: Magno; Foca, Jeferson, Léo Gomes e Marcos Felipe; Joelzinho, Jacaré, Rondinelli e Dieguinho (Almir); Luquinha (Nikson) e Diniz (Pedrinho).
  - Campos: Bambú; Pivô, Leandro, Cleiton e Tom; Jaiminho, Jadinho, Maranhão (DG) e Washington (Gilmax); Miguel e Vinícius Paquetá (Gilsandro).
  - Juíz: Daniel Wilson Barbosa.
  - Gols: Marcos Felipe e Vinícius Paquetá.
- 22/11/2018: Goytacaz 1 x 0 Campos - Amistoso -  Ary de Oliveira e Souza 
  - Goytacaz: Adilson; Almir, Cleiton, Adalberto e Erick Daltro; João Vitor, Gabriel Galhardo, Michel e Capela; Rodriguinho e Pilar. Entraram: Paulo Henrique, Tenente, Marlon, Diego Macedo, Malcoon, Luquinha, Edinho, Bruno Vianna, Douglas Oliveira, Jajá, Zé Victor e Pepeu.
  - Campos: Gláucio; Jairo, Leandro, Thurran e Ralph; Breno, Vinicinho e Dioguinho; Kenny, Gean Moreno e Tom. Entraram: Elvis, Danilo, Tchecão, Guigui, Gilsandro e Robinho.
  - Juiz: Carlos Augusto Leão.
  - Gol: Edinho.
- 18/08/2019: Campos 1 x 1 Goytacaz - Campeonato Carioca Série B1 - Antônio Ferreira de Medeiros.(3)
  - Campos: Patric, Jairo(Maicon), Cleiton, Espinho, Rogério, Leonam(André), Fábio Jr(Gabriel), Sanderson, Maurício, Bruninho e Franklin.
  - Goytacaz: Adílson, Paulinho, Gilberto, Klebinho, Joel, Lucas(Paquetá), Peterson(Alexsandro), Luquinha, Jairo Paraíba, Flamel(Tenente) e Piauí.
  - Gols: Cleiton e Jairo Paraíba.
  - Juiz: Felipe da Silva Gonçalves Paludo.
  - Público: 217 torcedores.
  - Renda: R$ 3.440,00.
- 14/10/2020: Campos 1 x 2 Goytacaz - Campeonato Carioca Série B1 - Antônio Ferreira de Medeiros.(3)
  - Campos: Felipe, Matheuzinho, Vitor, Edson, Arão, Esmael, Elton, Xodó, Romário, Nicolas e Maicon.
  - Goytacaz: Filipe, Anderson Mello, Pessanha, Rafael Henriques, Willians, Marcos Paulo, JK, André, Igor, Pingo e Matheuzinho.
  - Gols: André(2) e Romário.
  - Juiz: Ewerton Marques Ribeiro.
  - Público: Portões fechados devido a covid-19.

Fontes

## Estatísticas
- Total de jogos : 90
- Vitórias do Campos AA: 24
- Vitórias do Goytacaz FC: 49
- Empates : 17
- Gols do Campos AA : 124
- Gols do Goytacaz FC : 217
- Maior goleada do Campos AA : 8 a 4 em 1933, Campeonato Campista .
- Maior goleada do Goytacaz FC : 10 a 0 em 9 de janeiro de 1944, Campeonato Campista .